# Thanh Giang (nhà văn)
Thanh Giang (1930 - 2015) có tên đầy đủ là Lê Mai Sơn là nhà văn, nhà báo người Việt Nam.

## Cuộc đời và sự nghiệp
Thanh Giang có tên đầy đủ là Lê Mai Sơn, sinh ngày 13 tháng 11 năm 1930 tại Mỏ Cày, Bến Tre. Mất ngày 16 tháng 12 năm 2015 vì tuổi già tại Thành phố Hồ Chí Minh và được an táng tại quê nhà. Người con thứ hai của ông là đạo diễn điện ảnh Lê Thanh Sơn.
Lê Mai Sơn tham gia các hoạt động cách mạng tại địa phương từ khi còn thiếu niên và được tập kết ra Bắc vào năm 1954. Ông nhập ngũ, làm binh sĩ của Sư đoàn 330 đóng quân ở Thanh Hóa. Cùng với nhà thơ Thu Bồn, ông được theo học các lớp tuyên huấn và sáng tác văn học do Sư đoàn và Tổng cục Chính trị - Quân đội nhân dân Việt Nam tổ chức. Tháng 12 năm 1961, Lê Mai Sơn trở về miền Nam với chức vụ trợ lý văn nghệ thuộc Cục Chính trị Quân giải phóng miền (B2) ông tham gia quản lý, lãnh đạo và xuất bản tờ tạp chí "Văn nghệ Quân Giải phóng" với bút danh Thanh Giang. Tháng 8 năm 1962, ông cùng Võ Trần Nhã, Minh Khoa là những người đã phát hành số đầu tiên của tạp chí.
Sau năm 1975, Thanh Giang về công tác ở Văn nghệ Quân khu VII, sau đó chuyển sang làm Trưởng phòng biên tập Xưởng phim Nguyễn Đình Chiểu, rồi về phụ trách công tác bồi dưỡng sáng tác văn học Hội Nhà văn Thành phố Hồ Chí Minh. Ông từng là Trưởng trại Bồi dưỡng lực lượng viết văn trẻ Hội Nhà văn Thành phố Hồ Chí Minh khoá II, III.

## Ấn bản

### Tập truyện ngắn và ký[8][9]
- Đánh trong lòng địch - 1967 - Nhà xuất bản Quân đội nhân dân
- Giữa lòng thành phố - 1975 - Nhà xuất bản Việt Nam Giải Phóng
- Ước mơ tuổi trẻ - 1974 và các lần tái bản: 1975, 1978, 1985 - Nhà xuất bản Kim Đồng
- Bông súng đỏ - 1985 và các lần tái bản 1986,1995 - Nhà xuất bản Văn Nghệ Thành phố Hồ Chí Minh, Nhà xuất bản Kim Đồng
- Cô biệt động - 1988 - Nhà xuất bản Văn Nghệ Thành phố Hồ Chí Minh
- Chim Bạch yến - 1997 - Nhà xuất bản Quân đội nhân dân
- Chiến sĩ Mậu Thân - 1998 - Nhà xuất bản Văn Nghệ Thành phố Hồ Chí Minh
- Những người ở lại - 2000 - Nhà xuất bản Công an nhân dân
- Người đi tìm ngọn đuốc thiêng - 2000 - Nhà xuất bản Văn Nghệ Thành phố Hồ Chí Minh
- Rừng hát - 2005
- Lung linh hình bóng - 2009

### Tiểu thuyết[8]
- Vùng tranh chấp - Nhà xuất bản Quân đội nhân dân - 1982
- Dòng sông nước mắt - Nhà xuất bản Tác phẩm mới - 1989.
- Trăng lên vườn Bồ Đề - Nhà xuất bản Công an nhân dân - 1995
- Khúc chuông chùa - Nhà xuất bản Quân đội nhân dân - 2001

### Thơ[8]
- Khúc Hát Về Một Dòng Sông (in chung với Nguyễn Thành Vân) - 1971 - Nhà xuất bản Việt Nam Giải Phóng
- Âm điệu bờ tre - 1995 - Nhà xuất bản Văn Nghệ Thành phố Hồ Chí Minh

### Kịch bản điện ảnh[8]
- Cư xá màu xanh (phim cùng tên Cư xá màu xanh - Hãng phim Giải Phóng) 1980
- Lửa hương rừng dừa (phim Đêm Bến Tre - Điện ảnh Quân Đội) 2003
- Khúc chuông chùa (kịch bản) 1998

## Giải thưởng
| Năm  | Giải thưởng                                                    | Tác phẩm           | thể loại      | Chú thích | Nguồn |
| ---- | -------------------------------------------------------------- | ------------------ | ------------- | --------- | ----- |
| 1965 | Giải thưởng Nguyễn Đình Chiểu                                  | Cô em gái          | thơ           |           | [ 8 ] |
| 1984 | Giải tạp chí Văn nghệ Quân đội                                 | Bụi tầm vông       | truyện ngắn   |           | [ 8 ] |
| 1997 | Giải báo văn nghệ (HNVVN)                                      | Bên hồ sen         | bút ký        |           | [ 8 ] |
| 1998 | Giải của sở VHTT & Hội Điện ảnh TPHCM                          | Khúc chuông chùa   | kịch bản phim | Giải Tư   | [ 8 ] |
| 2001 | Tổng cục chính trị Quân đội nhân dân Việt Nam                  | Lửa hương rừng dừa | kịch bản phim | Giải B    | [ 8 ] |
| 2002 | Ủy ban toàn quốc Liên hiệp các Hội Văn học nghệ thuật Việt Nam | Khúc chuông chùa   | kịch bản phim |           | [ 8 ] |
| 2004 | Giải tạp chí Văn nghệ Quân đội                                 | Đêm Gò tháp        | bút ký        |           | [ 8 ] |
| 2010 | Giải thưởng Nguyễn Đình Chiểu tỉnh Bến Tre lần thứ nhất        |                    |               |           | [ 9 ] |
|      | báo Sài Gòn Giải Phóng                                         |                    |               |           | [ 9 ] |